# BBC Sessions (album, The Who)
BBC Sessions je kompilační živé album britské rockové kapely The Who, které bylo vydáno 15. února 2000. Bylo nahráno živě ve studiích BBC v Londýně a obsahuje 24 skladeb a dvě znělky.

## Seznam skladeb
Autorem všech skladeb je Pete Townshend, pokud není uvedeno jinak. V americké verzi byla kvůli vydavatelským omezením vynechána skladba „Man with the Money“ a upraveno několik veršů ze „Spoonful“ obsažené v „Shakin' All Over“.
| Pořadí | Název                                                                          | Délka |
| ------ | ------------------------------------------------------------------------------ | ----- |
| 1.     | My Generation (znělka BBC Radio 1)                                             | 0:57  |
| 2.     | Anyway, Anyhow, Anywhere (Townshend, Roger Daltrey)                            | 2:44  |
| 3.     | Good Lovin' (Rudy Clark, Arthur Resnick)                                       | 1:49  |
| 4.     | Just You and Me, Darling (James Brown)                                         | 2:01  |
| 5.     | Leaving Here (Holland-Dozier-Holland)                                          | 2:34  |
| 6.     | My Generation                                                                  | 3:23  |
| 7.     | The Good's Gone                                                                | 2:59  |
| 8.     | La-La-La-Lies                                                                  | 2:11  |
| 9.     | Substitute                                                                     | 3:30  |
| 10.    | Man with Money (Don Everly, Phil Everly)                                       | 2:31  |
| 11.    | Dancing in the Street (William "Mickey" Stevenson, Marvin Gaye, Ivy Jo Hunter) | 2:23  |
| 12.    | Disguises                                                                      | 2:57  |
| 13.    | I'm a Boy                                                                      | 2:39  |
| 14.    | Run Run Run                                                                    | 3:16  |
| 15.    | Boris the Spider                                                               | 2:13  |
| 16.    | Happy Jack                                                                     | 2:09  |
| 17.    | See My Way (Daltrey)                                                           | 1:50  |
| 18.    | Pictures of Lily                                                               | 2:34  |
| 19.    | A Quick One, While He's Away                                                   | 7:01  |
| 20.    | Substitute (Version 2)                                                         | 2:12  |
| 21.    | The Seeker                                                                     | 3:04  |
| 22.    | I'm Free                                                                       | 2:24  |
| 23.    | Shakin' All Over/Spoonful (Johnny Kidd, Willie Dixon)                          | 3:41  |
| 24.    | Relay                                                                          | 4:56  |
| 25.    | Long Live Rock                                                                 | 3:52  |
| 26.    | Boris the Spider (znělka BBC Radio 1) (Entwistle)                              | 0:10  |